# حيدر العبد الله
حيدر العبد الله (1990) شاعر سعودي من محافظة الأحساء، حصل على لقب أمير الشعراء في الموسم السادس من المسابقة  ليكون الشاعر الأصغر والسعودي الأول الذي يحصل على اللقب.

## حياته الشخصية
وُلد العبد الله في مدينة العمران بالأحساء عام 1410 هـ / 1990م ، وحصل في مسيرته الشعرية على عدة جوائز كبردة شاعر شباب عكاظ لعام 2013 ، وتلقى بذلك تكريماً من الأمير خالد الفيصل أمير منطقة مكة المكرمة. كما فاز في العام 2014 بالمركز الثاني بجائزة عبد العزيز سعود البابطين للإبداع الشعري.

## إصدارات
| الإصدار                                | سنة النشر | ملاحظات    |
| -------------------------------------- | --------- | ---------- |
| ترجل يا حصان                           | 2016م     | ديوان شعر. |
| رملة تغسل الماء                        | 2017م     | ديوان شعر. |
| مهاكاة ذي الرُّمة: أطروحة الهايكو العربي | 2022م     | نقد أدبي.  |
| خشبُ المركب نادى خشب البيت              | 2023م     | ديوان شعر  |

## قصيدة مخطوطة القرى والظلال
في يوم 3 ديسمبر 2016 وأثناء زيارة خادم الحرمين الشريفين الملك سلمان للمنطقة الشرقية، ألقى الشاعر حيدر العبد الله قصيدة بعنوان مخطوطة القرى والظلال:
وطنٌ دون حوضه نتفانى
وعن العيش فيه لا نتوانى
رب حيٍ عليه ظل شهيداً
في هواه ويومه ما حانَ
وشهيدٍ له وما زال حياً
بين أروحنا وعبر دمانا
لا تقلُّ الحياة فيه عن الموت
فداه إن لم تجاوزه شانا
فبلاد تنمو أضر وأودى
بمرامي عدوّها أحيانا
ستظل البلاد خضراء خضراء
تُظل النبات والانسان
وستحيا البلاد
أرضاً وشعباً
طالما كان شيخها سلمانَ
المليك الذي يحب كلينا
والمليك الذي نحب كلانا
والذي حوله نلفّ الأيادي
والذي في ظلاله نتدانى
منذ زدنا تنوّعاً في المعاني
لم تزدنا يداه إلا احتضانا
إيه سلمان مرحبا في حشانا
يا منى أرضنا وأرض منانا
أنا مخطوطة من الشعر تروي
لك ما كنت في القلوب وكانا
يا أبانا وحسبنا حين تحصى
أمم اليتم أن تكون أبانا
خيمةً في الهجير كنت وفي البرد
وفي جوفها تنام قُرانا
كنت طيفاً ألوانه نحن والماء
على الأرض يشرب الألوانَ
فالحنايا وهبْتنا إياها
والحنايا وهبْتَها إيانا
نحن لا نسكن البيوت ففينا
ملكٌ في فؤاده سكنانا
نحن لا نرتضي سواه وندري
أنه لا يريد شعباً سوانا
نحن في عينه فلا عجبٌ أنّ
له داخل العيون مكانا
نحن لولاه لا ننام وندري
أنه يرقد الدُّجى لولانا
ساهرٌ كم يظل خوفاً علينا
ووليّاه يحميان حمانا
ووليّاه يوميئان إلى الليل
فنغشاه قبل أن يغشانا
ووليّاه يملأان لنا الفجر
المندّى تسامحاً وأمانا
وسعودٌ أميرنا وسعوداً
لا نزكي لأنه أزكانا
أدمَنَتْه نخيلنا وقرانا
مطراً فوقهنّ واطمئنانا
هكذا تجبل البلاد على الحب
بكم كلما الغمام سقانا
وتظل البلاد مرعى أمانينا
ومجرى أفراحنا وشجانا
وردةً نرتدي شذاها وقبراً
نشتهيه إذا الحِمام اشتهانا
وستحيا البلاد أرضاً وشعباً
طالما كان شيخها سلمانَ
وبعد هذه القصيدة اشتعلت مواقع التواصل الاجتماعي والصحف بانتقادات لاذعة لها خصوصا البيت ((نحن لا نسكن البيوت ففينا ملكٌ في فؤاده سكنانا)).

### وثائقي (قصيدة الملك)
في عام 2022 أنتجت شركة ثمانية فيلماً وثائقياً اسمه (قصيدة الملك) عن قصة ترشح الشاعر لإلقاء قصيدة ترحيبية أمام الملك سلمان بن عبد العزيز آل سعود عام 2016، وكيف غيّرت كلمة واحدة في القصيدة كل شيء في حياته. وجاء الفيلم بعد سبع سنوات من القصيدة. ويكشف الفيلم كواليس حادثة «سُكنانا» الشهيرة، وتأثّر بيئته والأحساء، وأثّر الهجوم عليه وعلى عائلته وأقاربه.